# Jaromir Jedliński
Jaromir Jedliński (ur. 21 czerwca 1955 w Poznaniu) – polski historyk sztuki, muzeolog i kurator wystaw. W latach 1991–1996 dyrektor Muzeum Sztuki w Łodzi. 

## Życiorys
Ukończył studia z historii sztuki w Instytucie Courtaulda w Londynie oraz na Uniwersytecie Adama Mickiewicza w Poznaniu. W 1980 rozpoczął pracę w Muzeum Sztuki w Łodzi na stanowisku kuratora, w 1991 objął stanowisko dyrektora po odchodzącym na emeryturę Ryszardzie Stanisławskim i pełnił tę funkcję do 1996. W następnych latach był także: dyrektorem Galerii Foksal w Warszawie i wykładowcą wiedzy o sztuce i muzeologii m.in. w Państwowej Wyższej Szkole Filmowej, Telewizyjnej i Teatralnej im. Leona Schillera w Łodzi, Uniwersytecie Artystycznym w Poznaniu i Uniwersytecie im. Adama Mickiewicza w Poznaniu. Jest organizatorem i współorganizatorem wielu wystaw. Obecnie jest niezależnym kuratorem.
Jest członkiem ICOM, CIMAM i AICA.

## Nagrody
- Nagroda Krytyki Artystycznej im. Jerzego Stajudy[3] (1993)